# Herbert Watzke
Herbert Watzke (Gmunden, 1954) è un ex cestista austriaco.

## Carriera
Con l'Austria ha disputato i Campionati europei del 1977.